# Tylototriton himalayanus
Espèce
Tylototriton himalayanus est une espèce d'urodèles de la famille des Salamandridae.

## Répartition
Cette espèce se rencontre au Népal dans le district d'Ilam et en Inde au Bengale-Occidental dans le district de Darjeeling.

## Description
Les mâles mesurent entre 130,92 et 153,53 mm de longueur totale et les femelles entre 136,20 et 186 mm et les mâles mesurent entre 63,10 et 87,70 mm de longueur standard et les femelles entre 66,00 et 97,00 mm.

## Étymologie
Son nom d'espèce lui a été donné en référence au lieu de sa découverte, l'Himalaya.

## Publication originale
- Khatiwada, Wang, Ghimire, Vasudevan, Paudel & Jiang, 2015 : A new species of the genus Tylototriton (Amphibia: Urodela: Salamandridae) from eastern Himalaya. Asian Herpetological Research, vol. 6, no 4, p. 245–256.

## Sources
- (en) Amphibian Species of the World : Tylototriton himalayanus Khatiwada, Wang, Ghimire, Vasudevan, Paudel, and Jiang, 2015 (consulté le 8 janvier 2016)